# Limnocharis flava
Limnocharis flava (en inglés: yellow sawah lettuce, yellow burr head o yellow velvetleaf, en indonesio: genjer, javanés: gènjèr, Lao Phak Khan Chong, en tagalo: cebolla de chucho, en tailandés: ตาลปัตรฤาษี, en vietnamita: Kèo nèo o cù nèo) es una especie de planta de flor acuática nativa del sureste de Asia. Mide unos 50 cm de altura y crece en grupos. 
Sus hojas de forma triangular con tallos huecos son glabrosos. Sus inflorescencias poseen una forma característica, produciendo flores amarillas de tres lóbulos con un diámetro de 1.5 cm. Sus frutos son esféricos. Aunque no es una planta flotadora, sus semillas son dispersadas por las corrientes fluviales.
Crece por lo general en sitios no muy profundos de agua dulce estancada, en zonas pantanosas. A veces invade los arrozales donde se la considera una maleza. Como especie invasora se ha convertido en una peste en algunos pantanales en otras partes del mundo.

## Uso en la gastronomía
Tradicionalmente esta planta ha sido un importante elemento de la gastronomía en partes de Indonesia, Filipinas, Vietnam, Laos, Isan (Tailandia) y zonas de India, donde el stalk central de la flor y las hojas se utilizan para preparar sopas, curries, ensaladas y stir-fries. También se consumen los pimpollos inmaduros de las flores. A causa de su falta de sabor, en ciertas zonas es considerada "la comida de los pobres" o alimento de emergencia, consumido cuando ya no quedan otros alimentos disponibles. Esta característica fue recogida en la canción de Muhammad Arief, Genjer-genjer que alcanzó fama en la década de 1940 cantada en idioma Banyuwangi en Java.
En Tailandia se lo denomina Phak Khan Chong. En Isan la hoja de Limnocharis flava se consume cruda con Nam phrik. Se la denomina Phak phaai (ผักพาย) con un sonido de "ā" prolongado, que no debe confundirse con el Phak phai (ผักไผ่), las hojas de Persicaria odorata, otro tipo de hoja comestible.